# In famiglia (romanzo)
In famiglia (titolo dell'originale francese: En famille) è un romanzo di Hector Malot pubblicato per la prima volta nel 1893. Da quest'opera è stato tratto l'anime giapponese Peline Story, prodotto dalla Nippon Animation nel 1978 e trasmesso in Italia all'inizio degli anni ottanta.

## Trama
Il romanzo è ambientato verso la fine del XIX secolo. Protagonista è una ragazzina di nome Perrine (Pierina nell'edizione italiana del romanzo) che si mette in viaggio con i genitori dall'India per tentare di raggiungere Maraucourt in Francia, dove risiede il ricco nonno Vulfran. I rapporti con il vecchio nonno si sono interrotti quando Edmond Paindavoine, il padre di Perrine, ha sposato Marie Doressany, una ragazza anglo-indiana, che sarebbe poi diventata la mamma di Perrine.
Il romanzo inizia a Parigi, dove dopo la morte del padre, madre e figlia giungono ormai sfinite e senza soldi. In breve tempo anche la madre Marie si riduce in fin di vita, spossata dalla fatica del viaggio e in punto di morte rivela a Perrine una triste verità: suo nonno paterno sicuramente avrebbe accolto il figlio Edmond, ma probabilmente la nuora e la nipote sarebbero state respinte in quanto il vecchio era stato da sempre contrario al matrimonio tra i genitori di Perrine e si era sempre rifiutato di avere rapporti con la giovane nuora.
Morta la madre, la ragazzina rimasta sola e senza soldi raggiunge fortunosamente a piedi Maroucourt dove risiede il nonno. Il vecchio Vulfran è un ricchissimo industriale tessile, burbero ed inflessibile con i sottoposti, divenuto cieco a seguito di cataratta, ma che continua a dirigere il suo impero industriale, in perenne attesa del ritorno dell'amato figlio Edmond. Per paura di essere respinta, Perrine non si fa riconoscere, ma inizia a lavorare come operaia nella fabbrica del nonno con il falso nome di Aurélie. 
La ragazzina vive in uno stato di estrema indigenza visto il misero salario che percepisce, ma grazie alla sua determinazione, all'intraprendenza e alla sua lealtà, viene ben presto notata dal vecchio Vulfran che, non sospettando che si tratti della nipote, la promuove prima interprete e traduttrice dall'inglese (Aurélie conosce l'inglese insegnatole dalla madre) e poi ne fa la sua segretaria personale.
Il nonno, che sta facendo ricerche per riuscire a rintracciare il figlio, alla fine scopre che il suo amato Edmond è morto, cadendo in una grande depressione. Aurélie in questi tristi momenti gli rimane accanto, aiutandolo a risollevarsi dal terribile colpo ricevuto. A poco a poco la ragazzina si conquisterà l'affetto del nonno, che inizierà a sospettare della sua vera identità. Dopo alcune indagini svolte in segreto, il nonno scoprirà che la ragazzina che lui conosce come Aurélie e che tanto l'ha aiutato nei momenti di sconforto altra non è che sua nipote Perrine, e l'accoglierà con gioia in famiglia.
In seguito, quando il nonno riacquisirà la vista in seguito a un'operazione, riconoscerà nel volto di Perrine i lineamenti del figlio perduto.

## Trasposizioni del romanzo
- In famiglia (En famille) (1966), sceneggiato televisivo francese in 16 episodi diretto da Jean Vernier
- Peline Story (ペリーヌ物語?, Perīnu Monogatari) (1978), serie animata giapponese in 53 episodi diretta da Hiroshi Saitō e Shigeo Koshi.

## Edizioni
- Ettore Malot, In famiglia. Opera premiata dall'Accademia francese, 2 volumi, Firenze, Salani, 1901, SBN TO01771986 TO01771987.
- Hector Malot, In famiglia, collana Corticelli, traduzione di Laura Pontiggia, illustrazioni di Marino, Mursia, 1971, SBN RCA0851234.
- Hector Malot, Peline Story, collana Mangazine, traduzione di Rosanna Federico, Kappa Edizioni, 2011, SBN LO11456065.